# Elektroniskt trumset

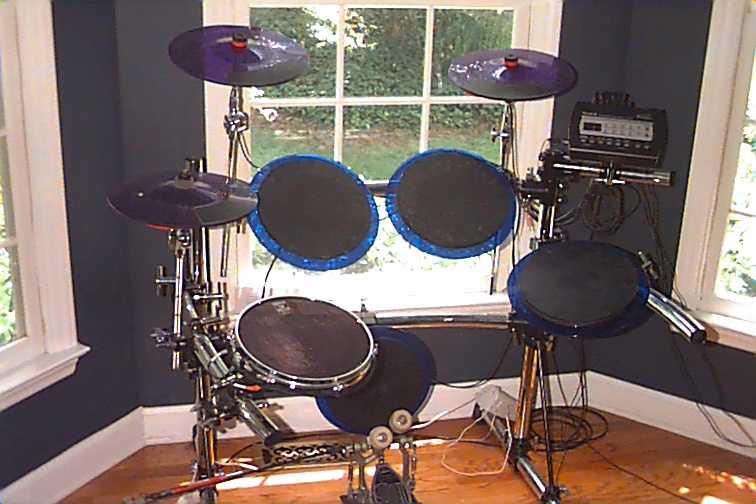
Ett elektroniskt trumset

Elektroniska trumset har funnits på marknaden sedan sent 1970-tal. Ofta efterliknar de akustiska trumset men de "cymbaler" och "pukor" och liknande som brukar tillhöra trumset består här av pads som fångar upp tillslagen och skickar informationen vidare till en elektronisk trummodul där ljuden skapas.
Roland, Yamaha och Alesis är exempel på märken som skapar trummoduler.
Bill Bruford och Phil Collins är två trummisar som på 1980-talet spelade med elektroniska trumset.